# Greatest Hits (The Alan Parsons Project)
Greatest Hits è una compilation del gruppo musicale britannico The Alan Parsons Project, pubblicata nell'ottobre del 2012 dalla Sony Music.

## Descrizione
Greatest Hits raccoglie una selezione di 36 brani, suddivisi su tre cd, tra i più celebri del The Alan Parsons Project, fondato nel 1975 da Alan Parsons ed Eric Woolfson, utilizzando il catalogo della Sony Music mediante l'assorbita Arista Records. Nella raccolta sono rappresentati nove album del Project, resta escluso solamente l'album d'esordio Tales of Mystery and Imagination Edgar Allan Poe del 1976.
La quantità di brani estratti da ogni album è la seguente:
- 4 da I Robot del 1977
- 4 da Pyramid del 1978
- 4 da Eve del 1979
- 4 da The Turn of a Friendly Card del 1980
- 5 da Eye in the Sky del 1982
- 4 da Ammonia Avenue del 1984
- 5 da Vulture Culture del 1985
- 4 da Stereotomy del 1986
- 2 da Gaudi del 1987

Nella raccolta vi sono sei brani strumentali.

## Tracce[2]

### Disco 1
Testi e musiche di Eric Woolfson e Alan Parsons; edizioni musicali Arista Records.
1. The Gold Bug (The Turn of a Friendly Card - 1980) – 4:27 – Strumentale
2. I Don't Wanna Go Home (The Turn of a Friendly Card - 1980) – 4:54 – Voce: Lenny Zakatek
3. Let's Talk About Me (Vulture Culture - 1984) – 4:29 – Voce principale: David Paton
4. Games People Play (The Turn of a Friendly Card - 1980) – 4:41 – Voce: Lenny Zakatek
5. Time (The Turn of a Friendly Card - 1980) – 4:41 – Voce: Eric Woolfson
6. Eye in the Sky (Eye in the Sky - 1982) – 4:35 – Voce: Eric Woolfson
7. Children of the Moon (Eye in the Sky - 1982) – 4:49 – Voce: David Paton
8. You're Gonna Get Your Fingers Burned (Eye in the Sky . 1982) – 4:19 – Voce: Lenny Zakatek
9. Psychobabble (Eye in the Sky - 1982) – 4:50 – Voce: Elmer Gantry
10. Old and Wise (Eye in the Sky - 1982) – 4:04 – Voce: Colin Blunstone
11. Don't Answer Me (Ammonia Avenue - 1984) – 4:13 – Voce: Eric Woolfson
12. You Don't Believe (Ammonia Avenue - 1984) – 3:06 – Voce: Eric Woolfson

Durata totale: 53:08

### Disco 2
Testi e musiche di Eric Woolfson e Alan Parsons; edizioni musicali Arista Records.
1. I Robot (I Robot - 1977) – 5:17 – Strumentale
2. Too Late (Gaudi - 1987) – 4:29 – Voce: Lenny Zakatek
3. Total Eclipse (I Robot - 1977) – 3:09 – Strumentale
4. Day After Day (The Show Must Go On) (I Robot - 1977) – 3:44 – Voce: Jack Harris
5. I Wouldn't Want to Be Like You (I Robot - 1977) – 3:28 – Voce: Lenny Zakatek
6. Somebody Out There (Vulture Culture - 1985) – 4:56 – Voce: Colin Blunstone
7. Separate Lives (Vulture Culture - 1985) – 4:42 – Voce: Eric Woolfson
8. Days Are Numbers (The Traveller) (Vulture Culture - 1985) – 4:02 – Voce: Chris Rainbow
9. Sooner Or Later (Vulture Culture - 1985) – 4:26 – Voce: Eric Woolfson
10. Let Me Go Home (Ammonia Avenue - 1984) – 3:20 – Voce: Lenny Zakatek
11. Paseo de Gracia (Gaudi - 1987) – 3:46 – Strumentale
12. The Eagle Will Rise Again (Pyramid - 1978) – 4:21 – Voce: Colin Blunstone

Durata totale: 49:40

### Disco 3
Testi e musiche di Eric Woolfson e Alan Parsons; edizioni musicali Arista Records.
1. Can't Take It with You (Pyramid - 1978) – 5:07 – Voce: Dean Ford e Colin Blunstone
2. What Goes Up (Pyramid - 1978) – 3:31 – Voce: David Paton, Colin Blunstone e Dean Ford
3. Pyramania (Pyramid - 1978) – 2:44 – Voce: Jack Harris
4. Light of the World (Stereotomy - 1986) – 6:22 – Voce principale: Graham Dye • Cori: Steven Dye
5. Urbania (Stereotomy - 1986) – 4:59 – Strumentale
6. Stereotomy (Stereotomy - 1986) – 7:18 – Voce principale: John Miles • Seconda voce: Eric Woolfson
7. Beaujolais (Stereotomy - 1986) – 4:27 – Voce: Chris Rainbow
8. Winding Me Up (Eve - 1979) – 4:00 – Voce: Chris Rainbow
9. You Won't Be There (Eve - 1979) – 3:37 – Voce: Dave Townsend
10. Lucifer (Eve - 1979) – 2:46 – Strumentale
11. Damned If I Do (Eve - 1979) – 4:54 – Voce: Lenny Zakatek
12. Prime Time (Ammonia Avenue - 1984) – 5:15 – Voce: Eric Woolfson

Durata totale: 55:00